# Référendum de 2020 sur le report du redécoupage électoral au New Jersey
Un référendum de 2020 sur le report du redécoupage électoral a lieu le 3 novembre 2020 au New Jersey. La population est amenée à se prononcer sur un amendement constitutionnel d'origine parlementaire, dite Question publique 3, visant à reporter le redécoupage des circonscriptions électorales liées au recensement de 2020 après le 2 novembre 2021 si les données de ce dernier sont communiquées après le 15 février 2021. Les circonscriptions actuelles resteraient ainsi en place jusqu’en 2023. Ce délai supplémentaire s'appliquerait à chaque futur recensement.

## Résultats
| Choix                     | Votes     | %     |
| ------------------------- | --------- | ----- |
| Pour                      | 2 225 089 | 57,79 |
| Contre                    | 1 625 348 | 42,21 |
|                           |           |       |
| Votes valides             | 3 850 437 | 83,06 |
| Votes blancs et invalides | 785 148   | 16,94 |
| Total                     | 4 635 585 | 100   |
| Abstention                | 1 771 712 | 27,65 |
| Inscrits/Participation    | 6 407 297 | 72,35 |

| Pour 2 225 089 (57,79 %) |  |  | Contre 1 625 348 (42,21 %) |
| ▲                        |  |  |                            |
| Majorité absolue         |  |  |                            |